# Birdy Nam Nam
Birdy Nam Nam Es una agrupación de DJ originaria de Francia. Birdy Nam Nam ha ganado varios premios durante su carrera,  incluyendo el DMC Technics 2002 World TEAM Championships. El objetivo de Birdy Nam Nam es utilizar el turntable como un instrumento musical real. Su álbum de debut titulado Birdy Nam Nam se lanzó en 2006 (Uncivilized World Records), y en marzo de aquel año,  actuaron en conferencia SXSW.

## Historia
En 2010, la banda ganó elElectronic or Dance revelation of the year en el Victoires de la Musique.
En 2012 conseguían una audiencia mayor gracias a Skrillex. De hecho, en el Festival des Artefactos, en Estrasburgo, Skrillex tocó después de Birdy Nam Nam y se quedó muy impresionado,  decidiendo crear un remix de su canción Goin' En y para lanzar un álbum de canciones BNN con su etiqueta OWSLA.

## Discografía
| Título                                                                       | Año  | Posiciones de gráfico de la cumbre | Posiciones de gráfico de la cumbre | Posiciones de gráfico de la cumbre | Posiciones de gráfico de la cumbre | Posiciones de gráfico de la cumbre | Posiciones de gráfico de la cumbre | Certificaciones                                       | Álbum                   |
| Título                                                                       | Año  | EE.UU .                            | BELIO (FL)                         | PUEDE                              | FRA                                | NZ                                 | Reino Unido                        | Certificaciones                                       | Álbum                   |
| ---------------------------------------------------------------------------- | ---- | ---------------------------------- | ---------------------------------- | ---------------------------------- | ---------------------------------- | ---------------------------------- | ---------------------------------- | ----------------------------------------------------- | ----------------------- |
| "Wild For The Night" (ASAP Rocky feat. Skrillex y Birdy Nam Nam)             | 2013 | 80                                 | 63                                 | 65                                 | 169                                | 38                                 | 43                                 | - RIAA: Oro - ARIA: Oro - IFPI DEN: Platino - MC: Oro | Mucho tiempo. Vivo.ASAP |
| "—" Denota un grabando que no gráfico o no fue liberado en aquel territorio. |      |                                    |                                    |                                    |                                    |                                    |                                    |                                                       |                         |